# Ciabatta
A ciabatta (Italiano: [tʃaˈbatta];) ou chapata é um pão branco de origem italiana. O nome vem do italiano para chinelo, em alusão ao seu formato achatado.
A Ciabatta é um tanto alongada, larga e achatada, e é cozida em muitas formas diferentes. O pão é feito com uma farinha com alto teor de glúten e usa uma massa muito mais úmida do que o pão francês tradicional.
O pão Ciabatta foi introduzido no Reino Unido em 1985 pela Marks & Spencer, depois nos Estados Unidos em 1987 pela Orlando Bakery, uma empresa de Cleveland.

## Origem
O pão Ciabatta foi feito pela primeira vez em 1982 por Arnaldo Cavallari, que chamou o pão de ciabatta polesana em homenagem à Polesina, a área em que ele vivia. A receita do ciabatta surgiu após várias semanas de tentativas de variações das receitas tradicionais de pão e consiste em uma massa macia e úmida feita com farinha com alto teor de glúten.